# La verdad de Soraya M.
La verdad de Soraya M. es una película dramática estadounidense de 2008, adaptación del superventas La Femme Lapidée, basado en una historia real y que fue escrito y publicado en 1990 por el periodista franco-iraní Freidoune Sahebjam. La cinta está dirigida por Cyrus Nowrasteh y protagonizada por Shohreh Aghdashloo, James Caviezel, Navid Negahban y Mozhan Marnó que interpreta a la mujer que da título al largometraje, Soraya Manutchehri. 
El filme tuvo su estreno mundial el 7 de septiembre de 2008 en el Festival Internacional de Cine de Toronto, donde fue la segunda película finalista para el Premio del Público. También fue la segunda finalista para el Cadillac People's Choice Award. El libro ha sido prohibido en Irán por su actitud crítica hacia la percepción del sistema jurídico iraní.

## Argumento
La historia transcurre en 1986 cuando el imán Jomeini asumió el poder en Irán. Varado temporalmente en un distante pueblo iraní, Sahebjam, un reportero, es abordado por Zahra, una mujer con una desgarradora historia que contar acerca de su sobrina Soraya y las circunstancias de su sangrienta y cruel muerte el día anterior. Su historia trata de exponer la inhumanidad de la ley islámica y el fundamentalismo islámico. La última y única esperanza de justicia está en manos del periodista, que tiene que escapar con la historia -a riesgo de su propia vida- con el fin de volverse la voz de Soraya y contarle al mundo la violencia brutal de la que fue víctima.

## Reparto
- Shohreh Aghdashloo: Sara.
- Mozhan Marnó: Soraya M.
- James Caviezel: Freidoune Sahebjam.
- Navid Negahban: Alí.
- Ali Pourtash: Mulá.
- David Diaan: Ebrahim.
- Parvid Sayyad: Hashem.

## Libro
El libro, que fue un superventas internacional, cuenta la historia real de una de las víctimas de las lapidaciones en el Irán moderno.

### Autor
Freidoune Sahebjam es hijo de un exembajador de Irán, periodista franco-iraní y corresponsal de guerra. Había sido enviado a Irán para informar sobre los crímenes del gobierno iraní contra la comunidad Bahá'í en Irán. Viajaba a través de Irán, cuando se encontró con el pueblo de Soraya, donde se enteró de su cruel destino relatado por su tía.

## Premios
| Fecha             | Premio                                  | Categoría                                  | Receptor(es)       | Resultado |
| ----------------- | --------------------------------------- | ------------------------------------------ | ------------------ | --------- |
| Junio de 2009     | Festival de Cine de Los Ángeles         | Premio de la audiencia a la mejor película |                    | Ganadora  |
| Octubre de 2009   | Festival Internacional de Cine de Gante | Canvas audience award                      |                    | Ganadora  |
| Diciembre de 2009 | Premios Satellite                       | Mejor actriz en una película dramática     | Shohreh Aghdashloo | Ganadora  |
| Diciembre de 2009 | Premios Satellite                       | Mejor actriz secundaria                    | Mozhan Marnò       | Nominada  |
| Diciembre de 2009 | Premios Satellite                       | Mejor película dramática                   |                    | Nominada  |
| Febrero de 2010   | Image Awards                            | Mejor película extranjera                  |                    | Ganadora  |